# Ceceio
O ceceio (em espanhol: ceceo) é um fenómeno linguístico da língua espanhola pelo qual os fonemas representados pelas grafias "c" (antes de "e" ou "i"), "z" e "s" tornam-se equivalentes, assimilando-se à consoante fricativa dental surda [θ], embora distintas foneticamente.
Sendo bem frequente na Espanha e, embora seja algo pouco frequente, o fenômeno também é encontrado em certas partes da América Latina. Os "dialectologistas" muito atentos encontraram nos cantos americanos; ocasionalmente em Porto Rico, Honduras e Venezuela. Além disso, uma publicação da Universidade de Oviedo observa que há falantes ceceantes na Argentina e no Chile.

## Leituras posteriores
- Alvar, Manuel (ed.) (1999). Manual de dialectología hispánica: el español de España. Barcelona: Ariel
- Zamora Vicente, Alonso (1996). Dialectología Española. Madrid: Gredos